# Найчукова, Светлана Ивановна
Светлана Ивановна Найчукова (род. 30 апреля 1942, Благовещенск, Хабаровский край) — государственный деятель, депутат Государственной думы второго созыва.

## Биография
В 1994 г. была избрана депутатом Народного Хурала Республики Бурятии.

### Депутат госдумы
Депутат Государственной Думы Федерального Собрания РФ второго созыва (1995—1999), была заместителем руководителя Аграрной депутатской группы, членом Комитета по аграрным вопросам. На выборах в Государственную Думу в 1995 г. поддерживалась Союзом женщин Бурятии и Союзом промышленников и предпринимателей.